# The Crisis
The Crisis (deutsche Übersetzung: „Die Krise“) ist der Titel eines 1901 erschienenen Romans des US-amerikanischen Schriftstellers Winston Churchill.

## Handlung
Die Handlung des Romans ist im Amerikanischen Bürgerkrieg angesiedelt. Protagonist ist der junge Neuengländer Stephen Brice, der nach erfolgreich beendeten Jura-Studium in die Kanzlei des Richters Silas Whipple in St. Louis eintritt. Die enge berufliche Zusammenarbeit erzeugt eine persönliche Nähe zwischen den beiden Männern, die durch ihr gemeinsames Engagement in der abolitionistischen Bewegung noch verstärkt wird. Stephen verliebt sich schließlich in Virginia Carvel, eine southern belle und Urenkelin des Titelhelden aus Churchills Erstlingswerk  „Richard Carvel“ von 1899. Virginia erwidert zwar die Gefühle die Stephen ihr entgegenbringt, sträubt sich aber innerlich gegen ihre Hingezogenheit zu ihm, da er ein Yankee ist und weil er auf dem Sklavenmarkt eine junge Schwarze, die sie selbst kaufen wollte, ersteigert und ihr sogleich die Freiheit geschenkt hat. Ihr Südstaatenpatriotismus veranlasst Jinny dazu sich mit ihrem ungeliebten Vetter Clarence Colfax, einem schneidigen Kavalier der alten Schule zu verloben. Derweil hat Steven in Illinois Abraham Lincoln kennengelernt – eine Begegnung, die ihn nachhaltig beeinflusst. Mit dem Beginn des Bürgerkrieges 1861 finden sich die Akteure auf verschiedenen Seiten wieder: Colfax dient in der Südstaatenarmee, Stephen tritt in das Heer des Nordens ein. Nach allerlei Wechselfällen – Stephen erwirbt so unter anderem das Vertrauen von General Sherman und das des Präsidenten – rettet der Titelheld schließlich seinem Rivalen Colfax das Leben und ermöglicht so diesem die Rückkehr in den Süden. Colfax der weiß, dass sein Gegner nur aus Liebe zu Jinny so generös gewesen ist, wird, als der Krieg sich dem Ende zuneigt, verhaftet. Als seine Braut sich bei Lincoln einfindet, um seine Verschonung zu erbitten, muss sie erfahren, dass es wiederum Stephen war, der sich für ihren Verlobten eingesetzt hat. In einem dramatischen Gespräch zwischen Lincoln, Stephen und Virginia erkennt diese erstmals, dass ihr amerikanisches Vaterland größer ist als die Südstaaten und dass es einen Mann von Lincolns Format braucht, um das geteilte Land zu einen. Nun widersetzt sie sich auch nicht mehr ihrer Liebe zu Stephen.

## Kritik
Das Buch ist bis heute lesenswert und das weniger wegen des in ähnlicher Form vielfach behandelten Themas vom „geliebten Feind“, sondern vor allem wegen Churchills bemerkenswerter Charakterisierungskunst, die es vermag historischen Persönlichkeiten Plastizität und Lebendigkeit zu verleihen. Vor allem das – gleichwohl etwas einseitig positiv angehauchte – Porträt Lincolns vermag zu überzeugen und wird durch viele virtuos eingebundene, authentische Anekdoten über den Mann hinter dem Mythos, glanzvoll abgerundet.

## Ausgaben
- Churchill, Winston:The Crisis, New York 1901.
- Ders.: Daselb., New York 1962.
- Ders.: Daselb., Norwood 1981.
- Ders.: Daselb., Cutchogue 1984.

## Dramatisierung
- Churchill, Winston: The Crisis, New York 1927.